# 帖勒瑞语
帖勒瑞语（Telerin）是托尔金的小说所构建的中土世界中，居住在维林诺的帖勒瑞精灵（Teleri）所使用的语言。帖勒瑞语和辛达林语，南多林语共同源自原始精灵语的分支，帖勒瑞通用语。

## 历史
帖勒瑞精灵是遵从维拉召唤而西迁的精灵中数量最多也是走在最后面的一支。他们的语言渐渐与走在前面诺多与凡雅产生分化，形成了帖勒瑞通用语。帖勒瑞有部分留在了中土，而只有到达维林诺的那部分精灵所使用的语言仍然被称作帖勒瑞语。而留在彼岸的帖勒瑞精灵所使用的语言演化出了辛达林和南多林。

## 概观
相比彼岸的亲属语言，帖勒瑞语保留了更多帖勒瑞通用语的面貌。在语音上帖勒瑞语甚至显得比昆雅更加古老。原始精灵语词首的st-, sp-在帖勒瑞语里得以保留。

## 外链
Ardalambion——Telerin （页面存档备份，存于）